# Slowly Rolling Camera (album)
Slowly Rolling Camera è l'album di debutto del gruppo jazz gallese Slowly Rolling Camera, pubblicato dalla Edition Records nel 2014.

## Tracce
Compact disc
1. Protagonist – 5:15
2. Dream A Life – 5:26
3. The Rain That Falls – 6:09
4. Bridge – 6:20
5. Slowly Rolling Camera – 5:19
6. Outside – 5:52
7. Fragile Ground – 5:46
8. Two Roads – 5:05
9. River Runs Free – 3:06
10. Rolling Clouds – 7:22
11. Color – 4:28

Durata totale: 60:08

## Formazione
- Dionne Bennett - testi, voce
- Dave Stapleton compositore, Fender Rhodes, pianoforte, organo Hammond
- Deri Roberts - produttore, tastiera elettronica, trombone, sassofono
- Elliot Bennett - batteria

Altri musicisti:
- Jasper Høiby - contrabbasso
- Matt Robertson - sintetizzatore
- Chris Montague - chitarra
- Mark Lockheart - sassofono
- Neil Yates - tromba
- Jon Visanji - violino
- Catrin Win Morgan - violino
- Victoria Stapleton - violino
- Katy Rowe - violino
- Ilona Bondar - viola
- Rebekah Frost - viola
- Alice Hoskins - violoncello
- Sarah Stevens - violoncello